# Henk Westbroek
Hendrik Otto (Henk) Westbroek (Zuilen, 27 februari 1952) is een Nederlands, zanger en liedjesschrijver. Ook was hij muziekproducent, radio- en televisiepresentator, horecaondernemer en politicus.

## Biografie
Westbroek werd geboren in Zuilen. Zijn moeder Nel van Leur, kapster, werd ongehuwd zwanger en Westbroek werd door haar zus Riet geadopteerd. Zij deed thuiswerk, haar man werkte bij het gemeentelijk elektriciteitsbedrijf. Westbroek groeide op met een aantal broers en zussen. Het gezin was uitgesproken arm.
Nel van Leur verhuisde naar Drenthe en kwam later, toen Westbroek 12 was, terug naar Utrecht. Toen hij 17 was, werd hem verteld dat zij haar biologische moeder is. Zijn biologische vader heeft hij nooit gekend. Toen Henk 50 was, leerde hij zijn halfbroer Peter kennen, een ander kind van zijn biologische moeder.
Westbroek volgde de hbs in Utrecht en studeerde in 1976 af in de algemene sociologie. Westbroek: "Ze (zijn ouders, red.) waren ontzettend trots dat ik van mijn lagere school de eerste was die naar de hbs ging. Dat gebeurde in die tijd niet. Om mij een beter leven te gunnen, hebben ze zich kapot gewerkt zodat ik naar de middelbare school en de universiteit kon. Mijn ouders hebben nog wel mijn afstuderen meegemaakt, maar op de uitreiking zijn ze niet gekomen, dat durfden ze niet. 'Daar horen wij niet thuis', zeiden ze."
Na zijn studie ging Westbroek in 1977 werken bij de dat jaar opgerichte Nederlandse filmkeuring voor jeugdigen. Een jaar later trad hij in dienst bij de Universiteit Utrecht werken aan een onderzoek over de Nederlandse Jeugdbeweging van voor de tweede wereldoorlog. In 1982 werkte hij drie dagen per week bij het Nederlands Instituut voor Sociaal Seksuologisch Onderzoek (NISSO) om in kaart te brengen welke andere relatievormen dan het wettelijk huwelijk in Nederland voorkwamen.
Westbroek is inmiddels ruim vijftig jaar samen met de van oorsprong Engelse Julia Harris. Zij leerden elkaar kennen toen beide op schoolreis waren in Parijs. Drie jaar later kwam Harris op haar achttiende naar Nederland. Samen hebben zij een dochter met de naam Chris.

## Muziekcarrière

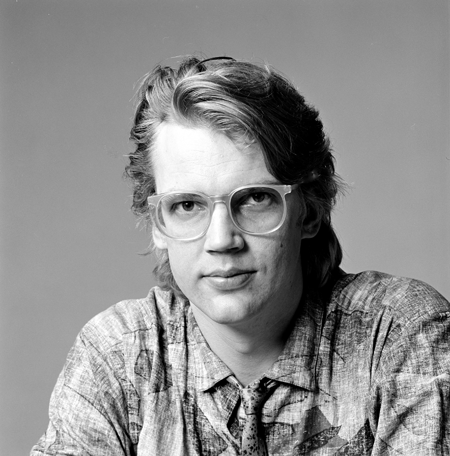
Henk Westbroek in 1985

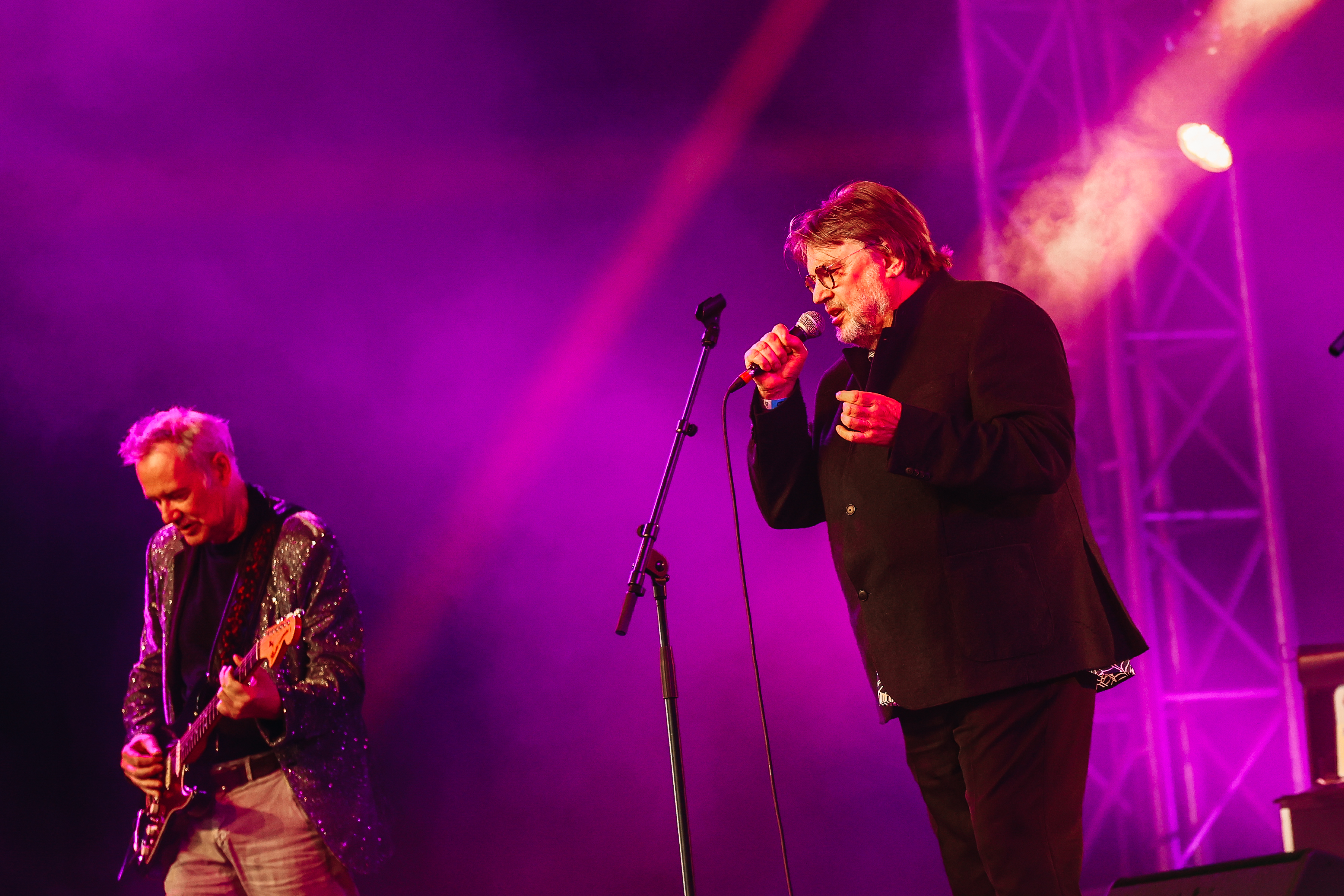
Westbroek tijdens Hello Festival in 2024

### Het Goede Doel
Tijdens zijn studietijd trad Westbroek samen met Jan Burggraaf op in ‘linkse kringen’. Vanaf 1977 vormde hij onder andere met goede vriend Henk Temming de band Het Goede Doel. De band scoorde in de jaren 1980 hits met In 't leven, Gijzelaar, België, Eenvoud, Alles geprobeerd, Nooduitgang en Vriendschap.
In september 1982 verscheen de lp België van Het Goede Doel; het best verkochte debuutalbum van 1982.
De hit In 't leven werd geboycot door de NCRV, omdat het betaalde liefde zou verheerlijken. De hit Gijzelaar door de TROS, omdat het ex-gegijzelden geestelijk zou beschadigen. Hou van mij werd terughoudend ontvangen, omdat het lied over incest zou gaan. Vriendschap en België werden probleemloos een succes. 
Samen met de andere zanger van Het Goede Doel, Henk Temming, vormde hij in het najaar van 1982 een gelegenheidsproject Henk en Henk met als wapenfeit de hitsingle Sinterklaas, wie kent hem niet.
Na meningsverschillen met Temming stopte Westbroek in 1991 met Het Goede Doel. In 2001 zei hij daarover in een interview: “Vergeet niet dat wij vanaf 1977 tot begin jaren negentig elke dag met elkaar optrokken. Vergelijk het met een stukgelopen huwelijk. Zo gaat dat als je in een bandje zit. Op den duur kregen we ook andere belangen.” Later (in 2001) kwamen er twee reünieconcerten, een gezamenlijk album (2007) en in 2013 de dubbel-cd Was alles maar precies zoals het was met favorieten van Temming en Westbroek uit de tijd van Het Goede Doel. De laatste jaren antwoordt Westbroek steeds met een beslist 'nee' als hem wordt gevraagd naar een reünie.
In mei 2025 schrijft Westbroek op zijn Facebookpagina dat hij gaat optreden met de Goede Doel Revival Band. "Niet met Henk Temming, die heeft andere hobby's. Wel met mezelf en oude Goede Doelers René Meister en Toni Peroni," schrijft hij.

### Solocarrière
Na Het Goede Doel startte Westbroek een solocarrière. Op 13 april 1992 verscheen zijn eerste solo-cd Voorjaar. Het nummer Waar ze loopt te wandelen werd een bescheiden hit. In 1998 werd Zelfs je naam is mooi een hit. Zijn contract met de platenmaatschappij was al opgezegd vanwege gebrek aan succes.
In 2020 verscheen Laatste Plaat, een album dat werd gefinancierd door een fan. Het album verscheen op vinyl (als langspeelplaat) en online op streamingplatforms. Voor het album werkte Westbroek samen met een keur van componisten, waaronder René Meister (tevens arrangeur en producer), Pieter Perquin en Daniël Lohues.
In 2022 verscheen de ep P.S. met vier nieuwe liedjes; een postscriptum bij het album Laatste Plaat.
Westbroek was ook een verdienstelijk tekstschrijver voor anderen. In 1987 schreef hij (met Henk Temming) Toveren voor Herman van Veen. Voor Ruth Jacott schreef hij (met Eric van Tijn en Jochem Fluitsma) het nummer Vrede. Dat was de Nederlandse inzending voor het Eurovisiesongfestival 1993. Hij schreef mee aan Mag ik naar je kijken, een hit voor Marcel de Groot.

## Radio- en televisiewerk
In 1982 werd Westbroek door de VARA gescout als radiopresentator en was op dinsdag te horen op  Hilversum 3 met het programma Lijn 3. Hij presenteerde samen met onder andere Felix Meurders en Jeroen Soer. In 1984 ging hij Vara’s Popkrant presenteren, een radioprogramma voor onbekende, talentvolle bands. Ook Het Goede Doel kwam eerder in dit programma voorbij.
Over zijn beginnende radioloopbaan zei Westbroek in 1984: "Ik ben het presenteren van radioprogramma's leuk gaan vinden. In het begin ben ik erg bang geweest. Toen ze me vroegen was ik natuurlijk erg gevleid, maar ik had een totaal verkeerde voorstelling van zaken. Ik dacht dat het heel spannend zou zijn. Dat was niet zo. Ik moest platen draaien in een eng kamertje, waar de sfeer hing van een oude tandartspraktijk. Maar met radio is het als met spruitjes: je moet het leren eten. Op gegeven moment krijg je aardigheid in het maken van radio." In dat interview zei hij ook dat hij voor elke omroep kon werken, zolang hij maar mocht zeggen wat hij wilde – iets wat hem twintig jaar later bij de Vara de kop kostte.
Westbroek presenteerde verder Vara's Vuurwerk, een wekelijks uurtje hardrock en heavy metal, soms samen met zijn 'baas' Marcel van Dam op de Vara-dinsdag op Hilversum 3 en Jackpot, "de strengste kwis van Nederland". 
Van dinsdag 15 januari 1991 tot en met donderdag 28 augustus 2003 van maandag tot en met donderdag was Vara's Denk aan Henk te horen. Het programma was tussen 12.00 en 14.00 uur op Radio 3FM te horen. 
Feitelijk was de laatste aflevering met Westbroek zelf op 26 maart 2002. Hij werd van de zender gehaald vanwege een grap over de PvdA en zijn actieve bemoeienis met de toen nieuwe, mede door Westbroek opgerichte, politieke partij Leefbaar Nederland. Westbroek zelf daarover: “"Ik ben op staande voet ontslagen. Dat vind ik raar, want ik zeg al 20 jaar over alles en iedereen dingen, altijd met een spottende ondertoon." Uiteindelijk besloot de Vara niet verder te gaan met Westbroek en het programma.
Westbroek had daarna nog verschillende korte betrekkingen bij andere radiozenders. Van augustus 2004 tot maart 2006 had hij het programma Denk ALS Henk bij Yorin FM. Vanaf 2010 presenteerde Westbroek van maandag tot en met woensdag het radioprogramma De muziek van Henk Westbroek en in de woensdagochtend het programma de Henkcyclopedie op NPO Fun X.
In het ochtend radioprogramma JENSEN! bij Radio Veronica had Westbroek een vaste column. Van 22 oktober 2010 was Westbroek samen met Erwin Peters de vaste vervanger van Robert Jensen en Jan Paparazzi en sinds 4 februari 2011 tot de zomer 2011 van Patrick Kicken.
Van 2002 tot 2019 was Westbroek programmamaker bij Regio TV Utrecht de regionale zender van Utrecht, waarvoor hij het radioprogramma Westbroek Live! maakte. Voor televisie maakt hij het programma Westbroek!. In 2019 vertrok hij nadat hij te horen kreeg dat er nog maar ruimte was voor zes programma's in plaats van twintig zoals volgens hem was beloofd.

### Kinderen voor Kinderen
Westbroek werkte negen jaar mee aan het kindermuziekprogramma Kinderen voor Kinderen. Hij was muzikaal eindverantwoordelijkheid voor de albums Kinderen voor Kinderen 11 tot en met deel 19. Hij schreef ook teksten, waarvan de bekendste Ik ben toch zeker Sinterklaas niet! is. 
Van 1995 tot 1997 presenteerde Westbroek Alle Kinderen Zingen, waarin kinderen liedjes uit verre landen zongen, de tekst fonetisch in beeld kwam om thuis mee te zingen en er informatie over het land van herkomst werd gegeven.
Westbroek schrijft een column voor het Sena (Performers) Magazine en vlogt een column voor De NUK (De Nieuwe Utrechtse krant). Westbroek schreef verder columns voor het Utrechts Nieuwsblad van 1995 tot 1997, De Pers van 2007 tot 2008, De Oud-Utrechter tot 2019 en de opiniewebsite Nieuws030 tot 2019.

## Leefbaar Utrecht en Leefbaar Nederland

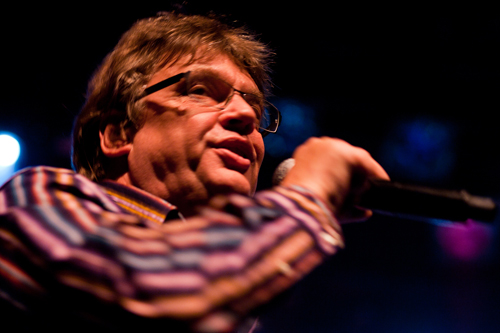
Henk Westbroek in 2011

In 1997 zat Westbroek met Schnetz en een paar anderen in zijn tuin en bespraken ze de nieuwe plannen voor het Utrechtse stationsgebied. Zij ergerden zich aan het gebrek aan inspraak op het plan. Ook het fenomeen 'fietsstraten' en het inlijven van de gemeente Vleuten-De Meern zorgde voor opwinding in de tuin. "En ik opperde: waarom richten we geen politieke partij op? We leveren voortdurend kritiek en zitten barstensvol ideeën. Laten we een lokale partij beginnen, links van het midden. Maar modern links, dus niet dat nep-links van de Partij van de Arbeid. Zo ontstond Leefbaar Utrecht", zegt Westbroek in zijn biografie.
Voor de gemeenteraadsverkiezingen in 1998 was hij lijsttrekker voor Leefbaar Utrecht. De campagne betaalden Westbroek en Schnertz grotendeels zelf. De partij haalde negen zetels en was daarmee de grote winnaar. Desondanks kwam de partij in de oppositie terecht. In 2000 werd de partij de grootste met 14 zetels en kwam in het college terecht.
In 1998 was Westbroek lijstduwer van De Groenen.
In 1999 was Westbroek samen met Jan Nagel een van de oprichters van de landelijke politieke partij Leefbaar Nederland. Nagel en Westbroek kwamen elkaar op een dag tegen in het gebouw van hun toenmalig werkgever Vara. Westbroek: "Hij zei: 'Hé, moet je luisteren: jij hebt Leefbaar Utrecht, ik heb Leefbaar Hilversum. Ik ga Leefbaar Nederland oprichten. Doe je mee?' En zoals je weet: als ze vóór elf uur bij me komen, kan ik geen 'nee' zeggen. Dus ik zei: 'Ja hoor, ik doe wel mee. Terwijl m'n gevoel toen al zei: dit moet je niet doen." Voor Westbroek bleek het inderdaad een ongelukkige keuze. 
Met Pim Fortuyn als lijsttrekker kreeg de partij een (extreem) rechts imago en de Vara vond de te actieve betrokkenheid van Westbroek een probleem. Hij moest uiteindelijk vertrekken en daarmee viel een belangrijke bron van inkomen weg.
Fortuyns uitspraken en standspunten die niet altijd met het leefbaar programma overeenkwamen, zorgden voor zijn vertrek bij Leefbaar Nederland. In zijn biografie zegt Westbroek dat Fortuyn hem later nog belde met de vraag of Westbroek nummer twee op de LPF-lijst wilde worden. Dat wilde Westbroek niet.
Na de moord op Fortuyn werd het gezin Westbroek fors bedreigd. Westbroek stopte daarom in juni 2002 met zijn nationale en lokale politiek werk. Hij werd wel lijstduwer bij de gemeenteraadsverkiezingen in 2006. Hij gaf daarbij aan dat hij geen zitting zou nemen in de gemeenteraad. Hij kreeg 675 voorkeursstemmen.
Later, in 2007, meldde hij zich toch weer voor het ambt van burgemeester van Utrecht. Hij stelde zich kandidaat bij het niet-bindende burgemeestersreferendum in Utrecht op 10 oktober 2007. Hij mocht uiteindelijk niet meedoen, omdat hij volgens de vertrouwenscommissie niet in het profiel pastte. Het referendum (opkomst 10%) ging uiteindelijk tussen twee PvdA-ers.
In 2013 solliciteerde Westbroek via de formele procedure naar het ambt. Dat leidde evenmin tot het burgmeestersschap.

## Andere activiteiten
In 1987 kochten Henk Westbroek en Rob Kok samen met hun partners het Utrechtse café Willem Slok aan de Korte Koestraat. Westbroek en Harris verkochten in 1996 hun aandeel in het café. Zij waren medio 1994 samen met Broos Schnetz eigenaar van het café Stairway to Heaven geworden. Dochter Chrissie en partner kwamen later (2020) in het bedrijf werken en de naam veranderde in Nola. In 2024 verkocht de familie Westbroek het café. 
Een poging om in 2001 een filiaal van Stairway te openen op de Pier in Scheveningen mislukte. Ook het idee voor een café met als thema autoracen (Broos Schnertz was liefhebber van autoracen) mislukte. "Ik geloof dat we na drie weken de eerste klant mochten ontvangen. Het liep van geen kant", aldus Westbroek.
Eind 2003 richtte Westbroek samen met broer Peter Zeylmaker en Broos Schnetz het bedrijf Sprekersplatform op. Het bedrijf bemiddelde in (bekende) sprekers, dagvoorzitters, discussieleiders en presentatoren voor zakelijke bijeenkomsten en congressen. Het bedrijf heeft in ieder geval tot medio 2010 bestaan. Uit zijn biografie Henk blijkt dat het bedrijf door de financiële crisis in 2008 minder goed liep. Westbroek deed zijn aandelen over aan zijn broer.
Westbroek was enkele jaren vicevoorzitter van het bestuur van Buma/Stemra.
In 2017 verscheen een biografie onder de naam HENK. De biografie is geschreven door Martin Groenewold.
In 2024 spande Westbroek samen met ander artiesten een rechtszaak aan tegen platenmaatschappij Universal Music. Inzet is een eerlijke verdeling van inkomsten uit streamingdiensten zoals Spotify. In contracten met oudere artiesten zijn daar geen afspraken over gemaakt en volgens Westbroek c.s. krijgen ze nu een veel te lage vergoeding. De eis is een 50/50 verdeling van de inkomsten. Een uitspraak is nog niet bekend/te vinden (d.d. 29-03-2024).
In 2025 debuteerde Westbroek als kinderboekenschrijver met De toverteen van Bluf Bagdad (uitgeverij Ezo Wolf). Kunstenaar Joyce Eijkhout verzorgde de illustraties, de recepten zijn van Pierre Wind.

## Trivia
- In 1990 werd Henk Westbroek verkozen tot Sigarenroker van het Jaar.[40]
- In 1996 nam hij een single op met het Venlose noisetrio Gore, onder de naam Gore + Henk.
- In 2006 werd Westbroek veroordeeld voor het houden van een Griekse landschildpad (een beschermde diersoort) zonder vergunning daarvoor. Hij hield vol dat hij de schildpad als erfstuk kreeg en dat het al in het bezit van de familie was voordat de regeling van kracht ging. De zaak kwam aan het rollen nadat hij de schildpad als vermist had opgegeven.[41]
- Op 25 februari 2009 wijzigde Westbroek op het laatste moment zijn vlucht vanuit Turkije naar Nederland. Later die ochtend crashte zijn geplande vlucht, Turkish Airlines-vlucht 1951, nabij Schiphol.[42]
- De Henk Westbroek Troffee is een tijd lang uitgereikt (in ieder geval periode 2009 /2012) aan bedrijven in Utrecht die zich inzetten tegen laaggeletterdheid. Zo wonnen de Hema, de Universiteit Utrecht en schoonmaakbedrijf Asito de prijs. De prijs bestond uit een beeld van een struisvogel die zijn hoofd in een boek steekt. [43]
- Op 2 juni 2014 verscheen onder de naam Martin Groenewold & De Kopgroep de cd-single en download Alleen maar winnaars. Hierop zingen ook Henk Westbroek, Henk Temming en Peter Groot Kormelink mee. De opbrengst van Alleen maar winnaars ging volledig naar de stichting KiKa en Fiets voor een Huis.
- Een gesigneerde gitaar van Kurt Cobain en andere muziekmemorabilia leverden Westbroek samen € 135.000 op. Hij had allerlei spullen in de loop der tijd verzameld en besloot ze in 2015 te verkopen.[44]
- In 2018 kondigde de redactie van de Dikke Van Dale aan dat de uitdrukking 'Een eigen huis, een plek onder de zon' op zal worden genomen in het Nederlandse woordenboek. De zinsnede is afkomstig uit het door Westbroek geschreven lied 'Alles kan een mens gelukkig maken' waarmee Het Goede Doel en René Froger in 1989 een grote hit scoorden.
- Sinterklaas is een terugkerend thema. In oktober 2009 zong Henk Westbroek mee met het "Noord Geldersch Metaal" met medewerking van "Goddess Of Desire" in een parodie op het Goede Doel-nummer Sinterklaas, wie kent hem niet getiteld Satanklaas, je kent hem wel.[45] In 2013 (nadat het begrip Zwarte Piet racistisch gevonden werd) namen Henk en Henk een regenboogversie op van de evergreen Sinterklaas, wie kent hem niet? Een jaar later volgde de single Sinterklaas wil met pensioen uit.[46] In 2020 schreef Westbroek, samen met Erwin Angad-Gaur, een nieuw Sinterklaas-nummer met de titel Sinterklaas is een echte held. Westbroek zingt als gastzanger mee op de single, die uitgebracht werd door Banketpiet en Zangpiet Geraldo ft. Henk Westbroek.

## Filmografie
- Alfred J. Kwak (televisieserie) - Wiedewiedewagen de zaagvis (afl. 15, 1990, stem)
- De schippers van de Kameleon (2003) - IJsjesverkoper
- Horizonica (video, 2006) - Peter Rombouts

## Discografie

### Albums
| Album met eventuele hitnotering(en) in de Nederlandse Album Top 100 | Datum van verschijnen | Datum van binnenkomst | Hoogste positie | Aantal weken | Opmerkingen |
| ------------------------------------------------------------------- | --------------------- | --------------------- | --------------- | ------------ | ----------- |
| Voorjaar                                                            | 1992                  | 30-05-1992            | 55              | 7            |             |
| Vrij                                                                | 1994                  | -                     |                 |              |             |
| Westbroek                                                           | 1998                  | 25-04-1998            | 27              | 44           |             |
| De hemel                                                            | 1999                  | -                     |                 |              |             |
| Evenbeeld                                                           | 2002                  | -                     |                 |              |             |
| henkwestbroek.nl                                                    | 2004                  | 17-04-2004            | 64              | 4            |             |
| Laatste Plaat                                                       | 2020                  | -                     |                 |              |             |
| P.S.                                                                | 2022                  | -                     |                 |              |             |

### Singles
| Single met eventuele hitnotering(en) in de Nederlandse Top 40 | Datum van verschijnen | Datum van binnenkomst | Hoogste positie | Aantal weken | Opmerkingen                                    |
| ------------------------------------------------------------- | --------------------- | --------------------- | --------------- | ------------ | ---------------------------------------------- |
| Waar ze loopt te wandelen                                     | 1992                  | 16-5-1992             | 34              | 3            | nr. 29 in de Single Top 100                    |
| Zou er iets tegen te doen zijn                                | 1992                  | 18-7-1992             | tip8            | -            | nr. 41 in de Single Top 100                    |
| Eindelijk vrij                                                | 1994                  | -                     | -               | -            | nr. 39 in de Single Top 100                    |
| Stukken liever / Iedereen                                     | 1994                  | 12-11-1994            | tip18           | -            |                                                |
| Loods me door de storm                                        | 1998                  | 28-2-1998             | tip2            | -            | nr. 52 in de Single Top 100                    |
| Zelfs je naam is mooi                                         | 1998                  | 25-7-1998             | 6               | 33           | nr. 7 in de Single Top 100                     |
| De laatste en de eerste                                       | 1999                  | 13-3-1999             | tip7            | -            | met Nance nr. 53 in de Single Top 100          |
| De hemel                                                      | 1999                  | -                     | -               | -            | nr. 100 in de Single Top 100                   |
| Ik heb geen zin om op te staan                                | 2002                  | -                     | -               | -            | met Skik nr. 92 in de Single Top 100           |
| Evenbeeld                                                     | 2002                  | -                     | -               | -            | nr. 91 in de Single Top 100                    |
| Ik Ben Jellow                                                 | 2006                  | -                     | -               | -            | Single op de CD Brul van Dierenpark Amersfoort |
| Los In Het Dinobos                                            | 2006                  | -                     | -               | -            | Single op de CD Brul van Dierenpark Amersfoort |
| Alleen maar winnaars                                          | 2014                  | 23-05-2014            | -               | -            | met Martin Groenewold & De Kopgroep            |
| Zolang ik jou heb                                             | 2014                  | 05-07-2014            | tip8            | -            | met Sam Feldt & De Hofnar                      |
| Blauwe ogen                                                   | 2017                  | 04-01-2017            | -               | -            |                                                |
| Er bestaat geen god                                           | 2017                  | 06-02-2017            | -               | -            |                                                |

### NPO Radio 2 Top 2000
| Nummer met noteringen in de NPO Radio 2 Top 2000 | '99 | '00 | '01 | '02 | '03 | '04 | '05 | '06 | '07 | '08 | '09 | '10 | '11 | '12 | '13 | '14 | '15 | '16 | '17 | '18 | '19 | '20 | '21 | '22 | '23 | '24 |
| ------------------------------------------------ | --- | --- | --- | --- | --- | --- | --- | --- | --- | --- | --- | --- | --- | --- | --- | --- | --- | --- | --- | --- | --- | --- | --- | --- | --- | --- |
| Zelfs je naam is mooi                            | 137 | 129 | 210 | 171 | 97  | 144 | 122 | 96  | 124 | 113 | 190 | 141 | 232 | 260 | 320 | 340 | 380 | 514 | 526 | 659 | 546 | 715 | 788 | 796 | 791 | 777 |

1. ↑  Een vetgedrukt getal geeft de hoogste notering aan.

Willem Nijholt (1980, 1981) · Leoni Jansen (1982) · Willem Ruis (1983, 1984) · Edwin Rutten (1985, 1986) · Ati Dijckmeester (1985, 1986) · Ron Brandsteder (1987) · Simone Kleinsma (1987) · Sonja Barend (1988) · Herman van Veen (1990) · Youp van 't Hek (1991) · Sylvia Millecam (1992) · Erik van Muiswinkel (1992) · Henk Westbroek (1992) · Coen Flink (1993) · Frank Groothof (1994) · Willem Ekkel (1994) · Peter Tuinman (1994) · Harry van Rijthoven (1994) · Carola Hamer (1994) · Paul de Leeuw (1995, 1996) · Menno Bentveld (1997) · Joep Onderdelinden (1998, 2020) · Marcel Faber (1998) · Aldith Hunkar (1999) · Marscha de Haan (2000) · Neel Brands (2000) · Maud Hawinkels (2001) · Klaas van der Eerden (2002, 2003, 2004) · Claudia de Breij (2004, 2005, 2009, 2012) · Jochem Myjer (2006) · Isolde Hallensleben (2007) · Jack van Gelder (2008) · Ali B (2008) · Frank Evenblij (2009) · Sara Kroos (2011) · Lex Uiting (2013, 2014, 2015, 2016, 2017) · Dolores Leeuwin (2013) · Dieuwertje Blok (2014) · Milouska Meulens (2015) · Anne Appelo (2018, 2019, 2020) · Pepijn Gunneweg (2018, 2019) · Plien van Bennekom (2020) · Kiefer Zwart (2020) · Ridder van Kooten (2020, 2021) · Esmée van Kampen (2021) · André Dongelmans (2021) · Jurre Geluk (2023)
- Biblioteca Nacional de España: XX1730714
- Gemeinsame Normdatei: 115496518X
- International Standard Name Identifier: 0000 0000 5974 0223
- MusicBrainz: b53e29bc-d79b-4246-aa56-b6cfc9de7b48
- Nederlandse Thesaurus van Auteursnamen: 072215569
- Virtual International Authority File: 87505332
- WorldCat: E39PBJm9cwdcfRqfxR7QRJxqwC